# 374
Évszázadok: 3. század – 4. század – 5. század
Évtizedek: 320-as évek – 330-as évek – 340-es évek – 350-es évek – 360-as évek – 370-es évek – 380-as évek – 390-es évek – 400-as évek – 410-es évek – 420-as évek
Évek: 369 – 370 – 371 – 372 –  373 – 374 – 375 – 376 – 377 – 378 – 379

## Események
- A Halley-üstökös a Nap közelébe kerül.

### Római Birodalom
- Gratianus társcsászárt és Equitiust választják consulnak.
- A római erődépítések és királyuk meggyilkolása miatt feldühödött kvádok és szarmata szövetségeseik Pannóniát dúlják, bár a megerődített nagyobb városokat elkerülik. Az ellenük küldött két légiót megfutamítják. Valentinianus császár csak ősszel szerez tudomást a válságról, sietve békét köt az alemannokkal és sereget gyűjt a kvádok kiűzésére.
- Africában Flavius Theodosius legyőzi a lázadó Firmus seregét. Firmus felkeresi a sivatagi törzseket, hogy gerillataktikával nyújtsa el a háborút, de a rómaiak agresszívan követik, így egyik törzstől a másikig menekül.
- Valens császár el akarja távolítani Papaszt Örményország éléről és cselből találkozóra hívja Tarsusba. Papasz azonban gyanút fog és elmenekül, a római lovasság hiába üldözi. Végül Traianus hadvezér a császár megbízásából tárgyalásra hívja Papaszt és egy lakoma során meggyilkoltatja. Valens a király unokaöccsét, Varazdatészt ülteti az örmény trónra a neves hadvezér I. Museg Mamikonian régenssége mellett.
- Meghal Auxentius, Mediolanum (Milánó) ariánus püspöke. Utódlásában az ariánusok és a niceai hitvallás követői nem tudnak megegyezni. A vitában Ambrosius, a provincia kormányzója próbál közvetíteni, mire a gyülekezet őt választja meg püspöknek. Ambrosius ezt először visszautasítja, mert nincs megkeresztelve és semmilyen teológiai képzettséggel nem rendelkezik, csak Gratianus császár bátorítására fogadja el a tisztséget.

## Születések
- Kvanggetho kogurjói király (†413)

## Halálozások
- Papasz, örmény király (* 353)
- Auxentius, mediolanumi püspök
- Ancyrai Marcellus, püspök, teológus

## Fordítás
- Ez a szócikk részben vagy egészben  a(z)   374 című francia Wikipédia-szócikk ezen változatának fordításán alapul.  Az eredeti cikk szerkesztőit annak laptörténete sorolja fel. Ez a jelzés csupán a megfogalmazás eredetét és a szerzői jogokat jelzi, nem szolgál a cikkben szereplő információk forrásmegjelöléseként.